# فرایسدورف (بن)
فرایسدورف (به آلمانی: Friesdorf) یک منطقهٔ مسکونی در آلمان است که در باد گودسبرگ واقع شده‌است.